# Берни (вулкан)
Берни (исп. Monte Burney) — вулкан. Располагается в области Магальянес в 200 км к северу от города Пунта-Аренас, Чили.
Берни является стратовулканом, высотой 1758 метров. Возник в 6-километровой кальдере, заполненной застывшими пирокластическими потоками, который направлены на юг и юго-запад. Почвы состоят из дацитов и андезитов. В эпоху голоцена извергался около 7 раз, но лишь один раз официально было зарегистрировано плинианское извержение вулкана — в 1910 году. Извержение, произошедшее более 6 тысяч лет назад имело негативный эффект и нарушило местную экосистему, а также близлежащие леса. Вода в близлежащих озёрах оксислилась, в почву попало много щелочных компонентов, в результате чего она стала подвергаться эрозии. Вулкан покрыт ледяной шапкой.
Вулкан назван в честь английского адмирала Джеймса Бёрни. Впервые вершину вулкана покорил английский альпинист Эрик Шиптон.